# David Wilkie (peintre)
Pour les articles homonymes, voir David Wilkie.
David Wilkie (18 novembre 1785 – 1er juin 1841) est un peintre britannique d'origine écossaise, adepte entre autres de scènes de genre qui le font surnommer par la critique de son temps comme le « nouvel Hogarth ». Il est nommé peintre principal en ordinaire du roi.

## Biographie

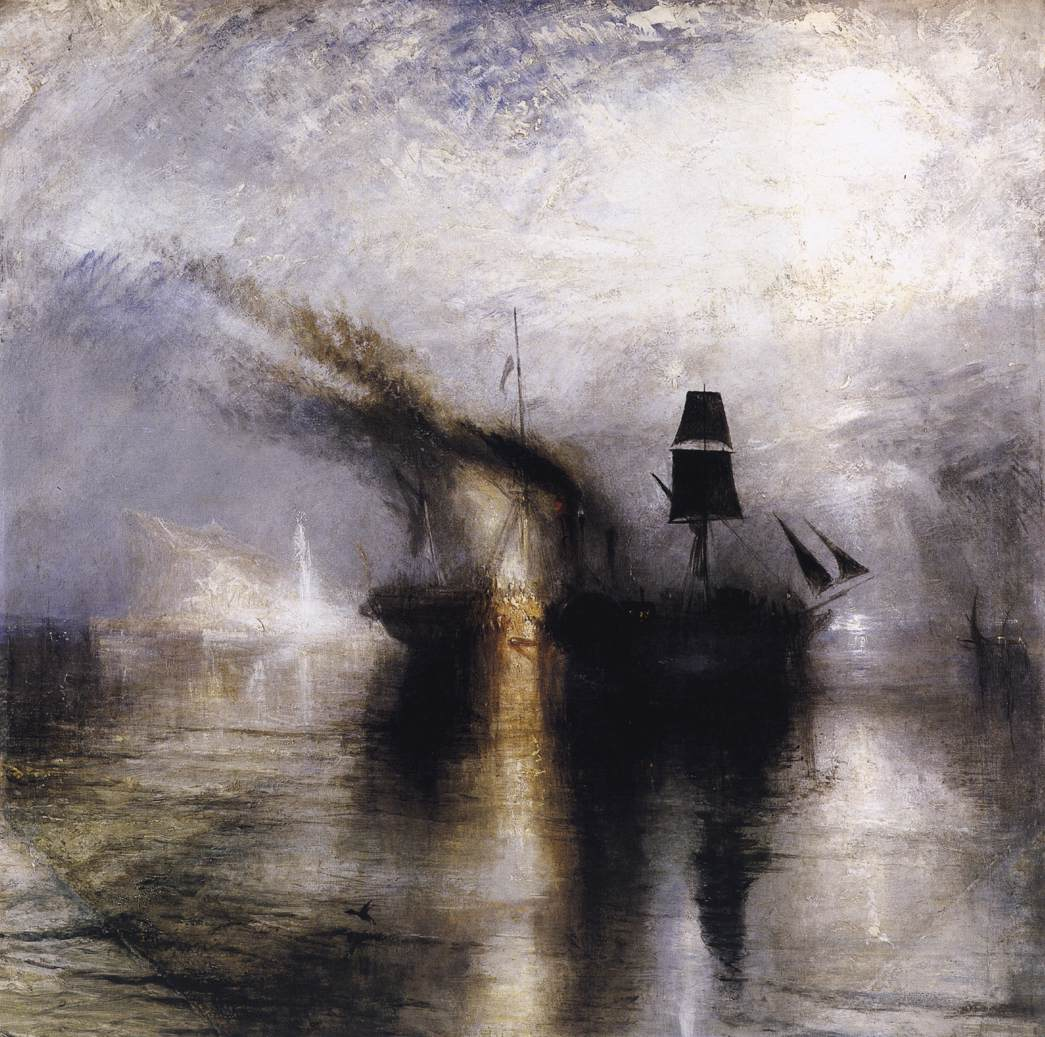
William Turner : Paix - Funérailles en mer, 1842

David Wilkie est d'abord formé à la Trustees Academy de l'université d'Édimbourg auprès de John Graham, puis se rend à Londres en 1805. Il y connaît un succès rapide. 
Il est élu membre de la Royal Academy (RA) le 11 février 1811 et fait chevalier en 1836. 
En 1817, il est à Paris en même temps que Charles Robert Leslie et Washington Allston. Il y rencontre Gilbert Stuart Newton qui arrive de Florence.
En 1830 il reçoit la charge de peintre ordinaire du roi.
En 1840, il commence un voyage en Terre sainte et réalise en Orient plusieurs portraits, notamment celui du sultan Abdül Medjid.
Il meurt en mer sur le chemin du retour, près de Gibraltar. Son ami Turner lui consacre alors le tableau Paix - Funérailles en mer.

## Œuvre
Sa toile la plus renommée car rencontrant « un succès considérable » lors de son exposition en 1822, est Chelsea Pensioners reading the Waterloo Dispatch (titrée originellement Chelsea Pensioners Receiving the London Gazette Extraordinary of Thursday, June 22, 1815, Announcing the Battle of Waterloo). Pour l’historienne de l’art Beth Wright, Wilkie y fait œuvre de « pionnier en visualisant l’histoire comme expérience plutôt que comme action ». Commandé par le duc de Wellington, pour commémorer sa victoire sur Napoléon à la bataille de Waterloo, le tableau, qui mesure 158 x 97 cm, ne dépeint en effet pas le champ de bataille, mais la réaction de plusieurs dizaines de personnages à l'annonce qu'ils reçoivent de la nouvelle de la victoire. Ce faisant, le tableau « évoque les types de réaction possibles et appelle le spectateur à entrer en résonance avec elles ». La toile est conservée à Apsley House.
- La Cabane des garçons Peep-o’-Day, dans l'ouest de l'Irlande (1835–18366, exposé en 1836), huile sur toile, 126 × 175 cm, Tate Britain, Londres[9]
- Toilette à la ferme (1824), huile sur panneau d'acajou, 30 × 38 cm, Wallace Collection[10]
- Le Sportsman (1824), huile sur panneau d'acajou, 27 × 31 cm, Wallace Collection[11]

Tableaux de David Wilkie
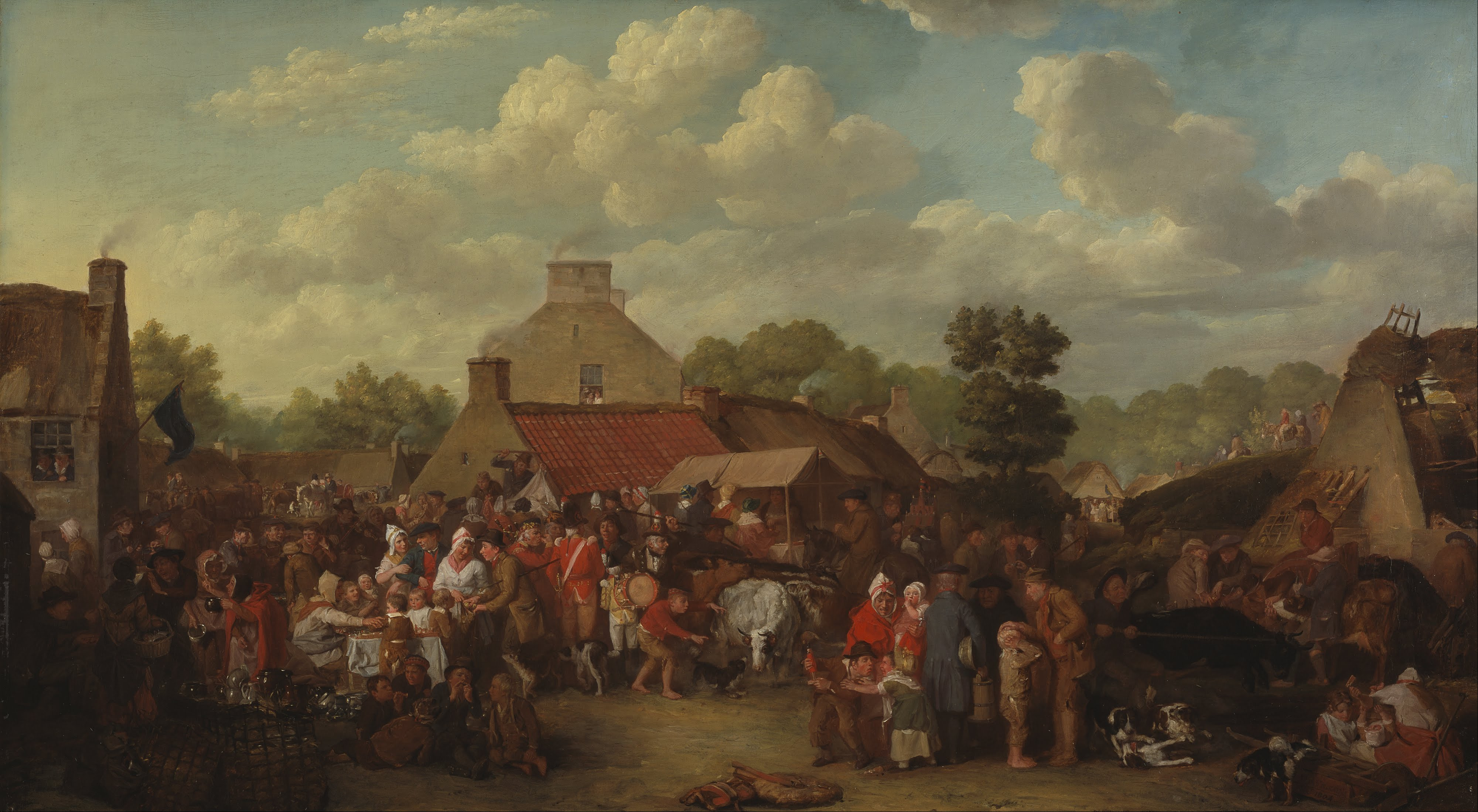
Pitlessie Fair (1804), Scottish National Gallery.
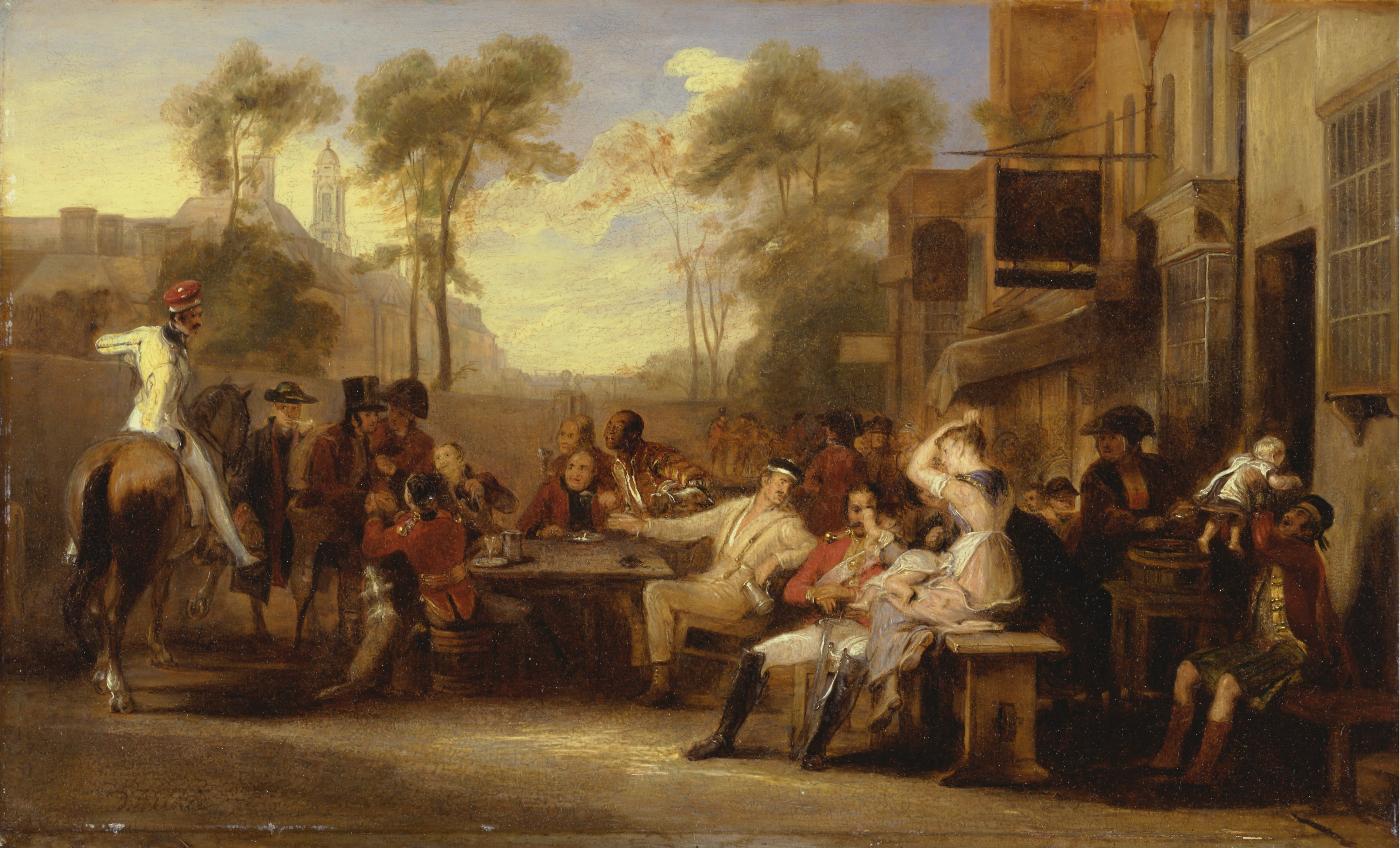
Chelsea Pensioners Receiving the Gazette Announcing the Battle of Waterloo (esquisse de 1819), Yale Center for British Art